# Suhrkamp Verlag
Die Suhrkamp Verlag GmbH ist ein 1950 von Peter Suhrkamp gegründeter deutscher Verlag mit Sitz in Berlin. Sein Ursprung geht auf den Teil des S. Fischer Verlags zurück, der in den 1930er Jahren „arisiert“ wurde. Heute umfasst das Unternehmen eine Verlagsgruppe, zu der – neben Suhrkamp – der Insel Verlag, der Deutsche Klassiker Verlag, der Jüdische Verlag, der Verlag der Weltreligionen und der hauseigene Theaterverlag gehören.
Im Jahr 2015 hatte das Haus 110 Mitarbeiter, 130 im Jahr 2018 und der Jahresumsatz im Geschäftsjahr 2018 lag bei 36,5 Millionen Euro. Das Programm enthält neben deutscher und internationaler Belletristik auch ein großes Segment wissenschaftlicher Titel.

## Geschichte
Peter Suhrkamp begann seine verlegerische Laufbahn 1933 im S. Fischer Verlag, wo er zunächst als Redaktionsleiter der Neuen Rundschau arbeitete. Bald wurde er Vorstandsmitglied.
Die Zensur in der Zeit des Nationalsozialismus gefährdete den S. Fischer Verlag, zu dessen Autoren auch viele regimekritische und jüdische Schriftsteller zählten, in seiner Existenz. Daher schloss Gottfried Bermann Fischer 1935 mit dem Propagandaministerium ein Abkommen, gemäß dem er mit den dem Regime nicht genehmen Publikationen nach Wien ging, während Suhrkamp den „arisierten“ anderen Teil des Verlages mit den Autoren, die in Deutschland weiterhin erscheinen durften – darunter auch nationalsozialistisch orientierte Autoren  – als Geschäftsführer und Gesellschafter übernahm. Als Geldgeber für diesen Zweig engagierten sich Philipp Reemtsma, Christoph Rathjen und Clemens Abs.
In den folgenden acht Jahren leitete Suhrkamp den Verlag S. Fischer. 1942 wurde der Verlag auf Druck der Machthaber in Suhrkamp Verlag vorm. S. Fischer umbenannt, kurz darauf der Name des jüdischen Gründers ganz entfernt. Suhrkamp wurde im Frühjahr 1944 von der Gestapo verhaftet und kam ins Gefängnis. Nach Einstellung des Verfahrens wurde er zur „Schutzhaft“ ins Konzentrationslager Sachsenhausen verbracht. Zwei Wochen darauf wurde Suhrkamp im Februar 1945 – zwischenzeitlich schwer erkrankt – entlassen. Verschiedene Persönlichkeiten, darunter Gerhart Hauptmann, Hans Carossa sowie – laut Suhrkamps eigener Auskunft – Arno Breker hatten sich für seine Freilassung eingesetzt.
Am 8. Oktober 1945 erhielt Suhrkamp als erster deutscher Verleger von den britischen Militärbehörden die Verlagslizenz zur Weiterführung des Suhrkamp-Verlags. Es folgten Auseinandersetzungen mit den Erben von S. Fischer über die Rückgabe des Verlages an die Erben. Gottfried Bermann Fischer erhob in seiner Autobiographie schwerwiegende Vorwürfe gegenüber Suhrkamp. Entgegen den eindeutigen vertraglichen Regelungen wollte Suhrkamp den Verlag behalten.

### Verlagsgründung
Hermann Hesse bestärkte Suhrkamp darin, einen neuen, eigenen Verlag zu gründen. Zwischen Gottfried Bermann Fischer und Peter Suhrkamp kam es schließlich zu einer außergerichtlichen Einigung: Suhrkamp durfte in einem eigenen Verlag diejenigen der während des Krieges von ihm betreuten Autoren behalten, die sich entschlossen, ihm die Rechte an ihren Werken zu geben. Von den 48 Autoren, deren Werke er während des Nationalsozialismus herausgegeben hatte, entschieden sich 33 für eine Zusammenarbeit mit ihm. Darunter fanden sich – neben Hesse – Autoren wie Rudolf Alexander Schröder, T. S. Eliot, George Bernard Shaw und Hermann Kasack. Hesse vermittelte auch den Kontakt zur Schweizer Unternehmer-Familie Reinhart, die als Geldgeber den Aufbau eines eigenen Verlages ermöglichte und dafür einen Anteil von 50 Prozent am Verlag erhielt. Die Gründung erfolgte 1950. Bereits ein Jahr später wurde die erste Reihe des Hauses ins Leben gerufen, die Bibliothek Suhrkamp, in der bis heute Klassiker der Moderne erscheinen.
1952 trat Siegfried Unseld in den Verlag ein, der mittlerweile rund einhundert lieferbare Titel und sechs Mitarbeiter zählte. 1957 wurde er persönlich haftender Gesellschafter, und als Peter Suhrkamp 1959 starb, trat Unseld seine Nachfolge an. Der Verlag publizierte von Beginn an deutschsprachige und internationale Literatur des 20. Jahrhunderts sowie Geisteswissenschaften, die theoretisch und ästhetisch die conditio humana repräsentierten. Dabei ging es Suhrkamp immer darum, den Autor an sich und nicht die einzelnen Bücher zu fördern. Außerdem war (und ist) die Entdeckung neuer und junger Autoren sowie deren Durchsetzung bei Lesern und Kritikern eines der vorrangigen Ziele des Unternehmens. Der Erfolg jenes Vorhabens zeigte sich in den zahlreichen nationalen und internationalen Auszeichnungen für die von Suhrkamp unterstützten Schriftsteller.

### Expansion
Siegfried Unseld erweiterte den Verlag zur Verlagsgruppe Suhrkamp, die nach weiteren Umbauten als Holding rechtlich unabhängig von der Geschäftsführung der einzelnen Verlage existiert. Der Theaterverlag war ihm ein besonderes Anliegen, da er als Dramaturg mit der Bühne vertraut war und eine Vorliebe für das Genre hegte. Für ihn war klar, dass die Qualität einer Aufführung von der textlichen Vorlage abhing, und seither werden nationale wie internationale Größen der Szene hier veröffentlicht. Der Schwerpunkt der Theatertexte begann 1959 mit der Reihe Spectaculum, in der erstmals für den deutschsprachigen Raum moderne Theaterstücke für das Publikum veröffentlicht wurden. Die Leitung des Theaterverlages hatte von 1959 bis 1969 Karlheinz Braun, danach folgte unter anderem Rudolf Rach von 1971 bis 1976 und erneut von 1981 bis 1986.
Der Insel Verlag wurde 1960, nachdem er im selben Jahr von Wiesbaden nach Frankfurt am Main übergesiedelt war, von Suhrkamp übernommen. 1961 erschienen erstmals Textausgaben moderner Filme, 1962 Opern und 1963 Hörspiele. 1962 trat Hans Magnus Enzensberger in den Verlag ein und gab eine Reihe zweisprachiger Lyrik heraus.
1963 erschienen die ersten 20 Titel der edition suhrkamp mit Umschlägen in Regenbogenfarben. Der erste Titel war Leben des Galilei von Bertolt Brecht. Im selben Jahr kaufte der Verlag einen juristischen Fachverlag, der ab 1964 als Nomos Verlag auftrat. Ab 1965 gab Suhrkamp die Zeitschrift Kursbuch mit vier Ausgaben im Jahr heraus, die von Hans Magnus Enzensberger und Karl Markus Michel geleitet wurde. Die Zeitschrift wechselte 1970 zum Verlag Klaus Wagenbach. 1966 erweiterte der Verlag sein geistes- und sozialwissenschaftliches Programm: Die Reihe Theorie wurde verantwortet von den überwiegend jungen Denkern Hans Blumenberg, Jürgen Habermas, Dieter Henrich und Jacob Taubes.

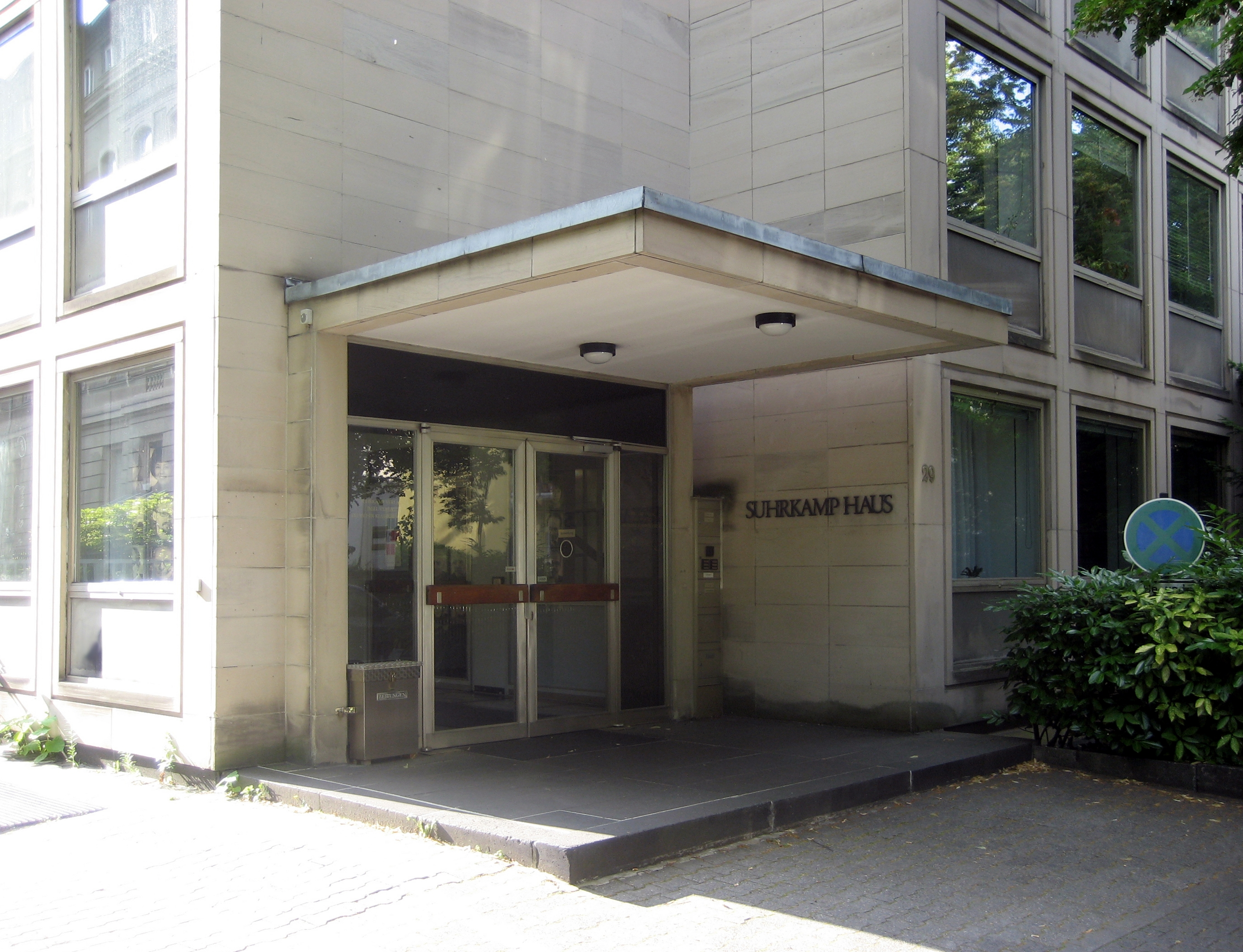
Ehemaliges Suhrkamp-Haus in der Lindenstraße in Frankfurt am Main, 2011 abgerissen

1969 zog der Verlag in ein für ihn gebautes Bürohaus in der Frankfurter Lindenstraße. Die im selben Jahr gegründete Sachbuchreihe suhrkamp wissen wurde aber schon 1971 wieder eingestellt. Mehr Erfolg hatte der Verlag mit der 1971 begonnenen Reihe suhrkamp taschenbuch, deren erster Titel Samuel Becketts Warten auf Godot in einer dreisprachigen Ausgabe war. Die belletristischen Taschenbücher wurden 1973 um die suhrkamp taschenbücher wissenschaft erweitert.
1978 übertrug Siegfried Unseld 20 Prozent seines 50-Prozent-Anteils auf seinen Sohn Joachim Unseld, der als Leiter von Verkauf und Vertrieb in den Verlag einstieg. 1979 wurden alle Taschenbuch-Reihen einschließlich der des Insel Verlags in den suhrkamp taschenbuch verlag ausgelagert.
1981 gründete Suhrkamp den Deutschen Klassiker Verlag als gemeinsames Projekt von Suhrkamp und Insel. 1984 wurde die Peter-Suhrkamp-Stiftung gegründet, sie bietet Autoren an, als Nachlassverwalter und Rechteinhaber aufzutreten. Die ersten vertretenen Autoren waren Uwe Johnson und Wolfgang Koeppen. 1988 wurde Joachim Unseld gleichberechtigter Verleger und übernahm die Verantwortung für die edition suhrkamp, die suhrkamp taschenbücher und die jüngere deutsche Literatur. Nach einem Zerwürfnis zwischen Vater und Sohn trat Joachim Unseld 1990 aus dem Verlag aus.
1990 organisierte der Suhrkamp-Verlag die Übernahme des Jüdischen Verlags, dessen Geschichte bis ins Jahr 1902 zurückreicht. Der Suhrkamp-Verlag hielt 51 Prozent, die Mitgesellschafter waren Ignatz Bubis, Walter Hesselbach und Siegfried Unseld als Privatperson. Seit 1992 wird das Programm als „Jüdischer Verlag im Suhrkamp Verlag“ herausgegeben. 1998 verkauften die Gesellschafter die zur Unternehmensgruppe gehörende und auf juristische Literatur spezialisierte Nomos Verlagsgesellschaft an Julius Springer. 1999 verkaufte die Familie Reinhart 21 Prozent aus ihrem 50-Prozent-Anteil an Siegfried Unseld, sodass jetzt Siegfried Unseld 51 Prozent hielt, sein Sohn Joachim 20 Prozent und 29 Prozent bei den Reinharts lagen.

### Nachfolge Unselds
Siegfried Unseld starb am 26. Oktober 2002, woraufhin es innerhalb der Verlagsleitung heftige Querelen gab. Den Machtkampf gewann seine Witwe, die Suhrkamp-Autorin Ulla Berkéwicz, jetzt Unseld-Berkéwicz, gegen Günter Berg, der seit 2000 verlegerischer Geschäftsführer von Suhrkamp und Insel war. Berg verließ in der Folge Ende November 2003 den Verlag und wurde 2004 Geschäftsführer des Verlages Hoffmann und Campe. Ende Februar 2004 erklärte mit Martin Walser einer der prominentesten lebenden deutschsprachigen Autoren seinen Wechsel von Suhrkamp zum Rowohlt Verlag.
In diesem Zeitraum entschlossen sich die Minderheitsgesellschafter der Familie Reinhart, ihren Anteil zu verkaufen. Zum Jahreswechsel 2006/2007 übernahm der Hamburger Medieninvestor Hans Barlach, damals Miteigentümer der Hamburger Morgenpost, für acht Millionen Euro die Suhrkamp-Anteile der Familie Reinhart, die inzwischen in der Medienholding AG Winterthur gebündelt worden waren. Ursprünglich hätte der Einstieg Barlachs zusammen mit Claus Grossner erfolgen sollen, der sich mit Reinhart allerdings nicht auf den Kaufpreis einigen konnte und schließlich von seiner Kaufabsicht zurücktrat. Barlach einigte sich mit den Reinharts und stieg alleine ein, zahlte aber die zweite Hälfte des Kaufpreises nicht und wurde im Mai 2013 schließlich zur Zahlung der ausstehenden rund vier Millionen Euro verurteilt. Barlach erhob unmittelbar nach dem Einstieg schwere Vorwürfe gegen Ulla Unseld-Berkéwicz: „Ich halte sie als Verlagsgeschäftsführerin für nicht qualifiziert. Diese Frau kann es nicht, hat sich völlig vergaloppiert.“ Die Mehrheitseignerin und Leiterin von Suhrkamp, Ulla Unseld-Berkéwicz, wollte die Rechtmäßigkeit des Verkaufs überprüfen lassen. In der Folge erhob Barlach mehrfach Klagen gegen Entscheidungen der Gesellschafterversammlung, woraufhin Unseld-Berkéwicz Gegenklagen einreichte.
Barlachs Motivation, in den Verlag einzusteigen, wurde in den folgenden Monaten und Jahren zum Gegenstand von Diskussionen. Vertreter der Verlagsführung sahen in ihm einen reinen Finanzinvestor, der kein Interesse am literarischen Profil, sondern nur an Rendite hätte. Er wolle die Investitionen in neue Autoren und Werke zurückschrauben, um die lukrativen Rechte der Titel auf der backlist zu verwerten. Dem trat Barlach entgegen. Er wolle den Verlag selbst führen, da Unseld-Berkéwicz dazu nicht in der Lage sei. Der hohe Anteil des Ertrags aus den langjährigen Titeln von rund 55 Prozent sei vielmehr bedenklich und es müsste mehr in attraktive neue Titel und Autoren investiert werden. Eine Steigerung der Erträge sei erforderlich, um auch weiterhin international Autorenrechte einkaufen zu können. Dabei sprach er von einem mittelfristig zu erreichenden „Renditekorridor“ von 5 bis 15 Prozent. Unseld-Berkéwicz reicht hingegen eine geringe Rendite, mit Gewinnen will sie Rücklagen bilden.
Ende 2008 schlossen die Gesellschafter auf Betreiben des von Berkéwicz bestellten Suhrkamp-Anwalts einen Vergleich, in dem alle gegenseitigen Vorwürfe und gerichtlichen Klagen zurückgenommen wurden. Außerdem vereinbarten die Beteiligten, dass Joachim Unseld aus dem Verlag ausscheiden und seine Anteile von 20 Prozent je zur Hälfte den beiden verbleibenden Gesellschaftern verkaufen sollte. Zudem wurde geregelt, dass der Verlag nach Berlin umziehen solle, wie von Berkéwicz seit langem gefordert. Der Verkauf wurde im November 2009 umgesetzt, die von Siegfried Unselds Witwe, Ulla Unseld-Berkéwicz, kontrollierte Familienstiftung hat seitdem 61 Prozent und die von Barlach geführte Medienholding AG Winterthur 39 Prozent.
Die Veränderungen seit dem Tod Unselds sorgte für Unruhe im Verlag und unter den Autoren. Zum beanspruchten Mitspracherecht der neuen Gesellschafter beim Suhrkamp Verlag äußerten sich auf Anfrage der Feuilletonredaktion der Frankfurter Allgemeinen Zeitung zunächst fünf Autoren kritisch – Peter Handke, Durs Grünbein, Peter Sloterdijk, Katharina Hacker und Hans Ulrich Gumbrecht. In einer öffentlichen Erklärung solidarisierten sich weitere 24 Autorinnen und Autoren mit der Verlegerin Unseld-Berkéwicz. Andere Autoren wie Jagoda Marinić sahen in dieser sogenannten „Fusion von Geld und Geist“ keinen notwendigen Widerspruch.

### Abgang von Lektoren und Autoren
Die Hispanistin und Lektorin Michi Strausfeld kündigte nach 35 Jahren Verlagszugehörigkeit zum Jahresende 2007, da sie keine Grundlage für eine erfolgreiche Programmtätigkeit mehr sah. Strausfeld war verantwortlich für das spanisch- und portugiesischsprachige Programm bei Suhrkamp, zu ihren Erfolgen zählt die Gewinnung der Autoren Julio Cortázar, Octavio Paz, Jorge Semprún, Mario Vargas Llosa, Guillermo Cabrera Infante und der Bestseller Das Geisterhaus von Isabel Allende. Daraufhin war sie für den S. Fischer-Verlag bis 2016 als Literatur-Scout tätig.
Aufgrund von Missstimmigkeiten und wegen schlechter Honorierung kündigte im November 2008 der Literaturkritiker Marcel Reich-Ranicki seinen Vertrag mit Suhrkamp und wählte für seine fünfteilige Anthologie deutscher Schriftsteller den Hamburger Verlag Hoffmann und Campe. Er setzte hinzu, dass er zu Siegfried Unseld immer Vertrauen gehabt habe, während seine Witwe ihn dagegen „betrogen“ habe. Im Februar 2009 erklärte der Schweizer Schriftsteller Adolf Muschg nach 35 Jahren das Ende seiner Zusammenarbeit mit Suhrkamp und seinen Wechsel zum Münchener Verlag C. H. Beck. Muschg, der bis November 2008 als einziger Autor dem Stiftungsrat des Suhrkamp Verlags angehörte, begründete seine Entscheidung mit der Führungspolitik der Verlagschefin Unseld-Berkéwicz. Im Juni 2009 bekundete die Suhrkamp-Autorin Katharina Hacker, den Verlag verlassen zu wollen. Ihr Buch Alix, Anton und die anderen erschien im Herbst 2009 als Letztes ihrer Werke im Suhrkamp-Verlag.

### Umzug des Verlags nach Berlin
Zu den Konfliktfeldern im Verlag gehörten Pläne Unseld-Berkéwiczs, den Verlag ganz nach Berlin zu verlegen, um an die Tradition des dort gegründeten S. Fischer-Verlags anzuknüpfen. Zusätzlich zum traditionsreichen Verlagshaus im Frankfurter Westend hatte der Verlag 2006 eine Repräsentanz in Berlin-Charlottenburg neben dem dortigen Literaturhaus eröffnet. Unselds Sohn und Mitgesellschafter Joachim Unseld war strikt gegen einen Wegzug aus Frankfurt am Main, weil er die Tradition dieses Ortes bewahren wollte. Den gegen seine Stimme gefassten Umzugsbeschluss wollte er gerichtlich für nichtig erklären lassen. Die Stadt Frankfurt am Main hatte sich um den Verbleib des Verlags bemüht; auch hatte sich ein Großteil der Mitarbeiter gegen den Umzug nach Berlin ausgesprochen.
Mit dem Vergleich und dem Ausscheiden Joachim Unselds schien dem geplanten Umzug des Suhrkamp Verlags von Frankfurt am Main nach Berlin nichts mehr im Wege zu stehen. Nach der Konsolidierung der Gesellschafterstruktur gab Unseld-Berkéwicz am 6. Februar 2009 bekannt, dass der Suhrkamp Verlag Anfang 2010 umziehen werde: Vorläufig wolle man auf zwei Etagen eines Altbaus in Prenzlauer Berg arbeiten, bis man 2012 den endgültigen Verlagssitz im Nicolaihaus in Berlin-Mitte beziehen werde. Frankfurt am Main soll neben den drei zum Verlag gehörenden Stiftungen eine Dependance des Verlags behalten.

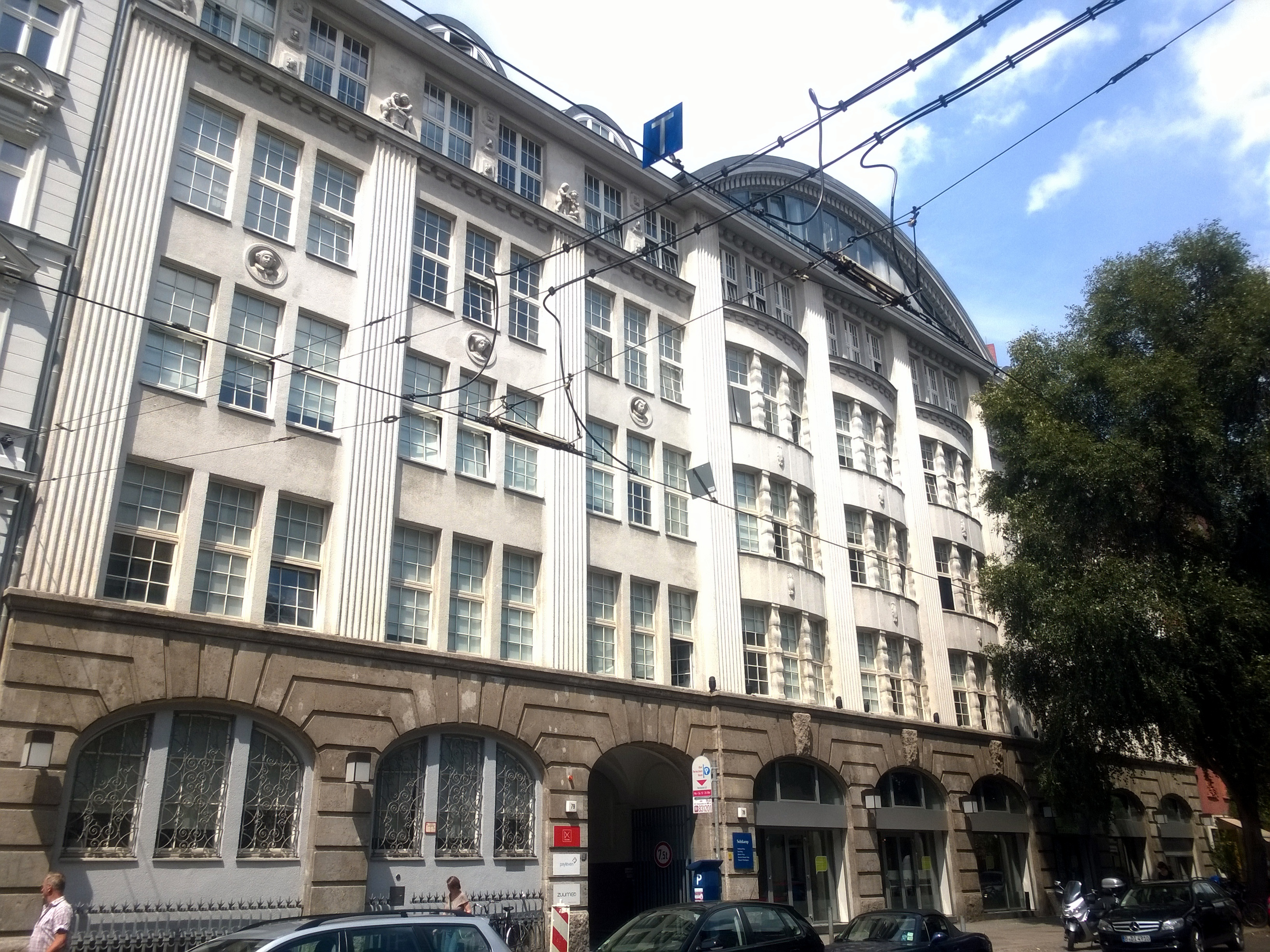
Sitz in Berlin an der Pappelallee, 2010–2019

Etwa sechs Wochen vor dem Umzugstermin erhob Mitgesellschafter Barlach – entgegen dem Vergleich von Ende 2008 – weitere Forderungen und drohte, den Umzug platzen zu lassen. Er zog seine Bedenken erst zurück, als ihm im Zuge einer kurzfristig arrangierten Änderung des Gesellschaftervertrags weitreichende Befugnisse eingeräumt wurden. Danach hatte er das Recht, Geschäftsführer zu benennen und Honorarverträgen über einer gewissen Höhe zu widersprechen; außerdem besaß er das Recht zur umfangreichen Kontrolle der Geschäftstätigkeit. Barlach verhinderte in der Folge, dass der Verlag in Berlin eine eigene Immobilie erwarb, wodurch Suhrkamp rund zwei Millionen Euro Fördermittel entgingen. Deshalb mussten die Pläne aufgegeben werden, in das historische Nicolaihaus zu ziehen.
Zum Jahreswechsel 2009/2010 war der Umzug abgeschlossen, so dass am 4. Januar 2010 der Suhrkamp Verlag in Berlin-Prenzlauer Berg seine Geschäfte aufnehmen konnte. Das Grundstück in Frankfurt am Main wurde verkauft, das Suhrkamp-Haus in Frankfurt am Main 2011 abgerissen.

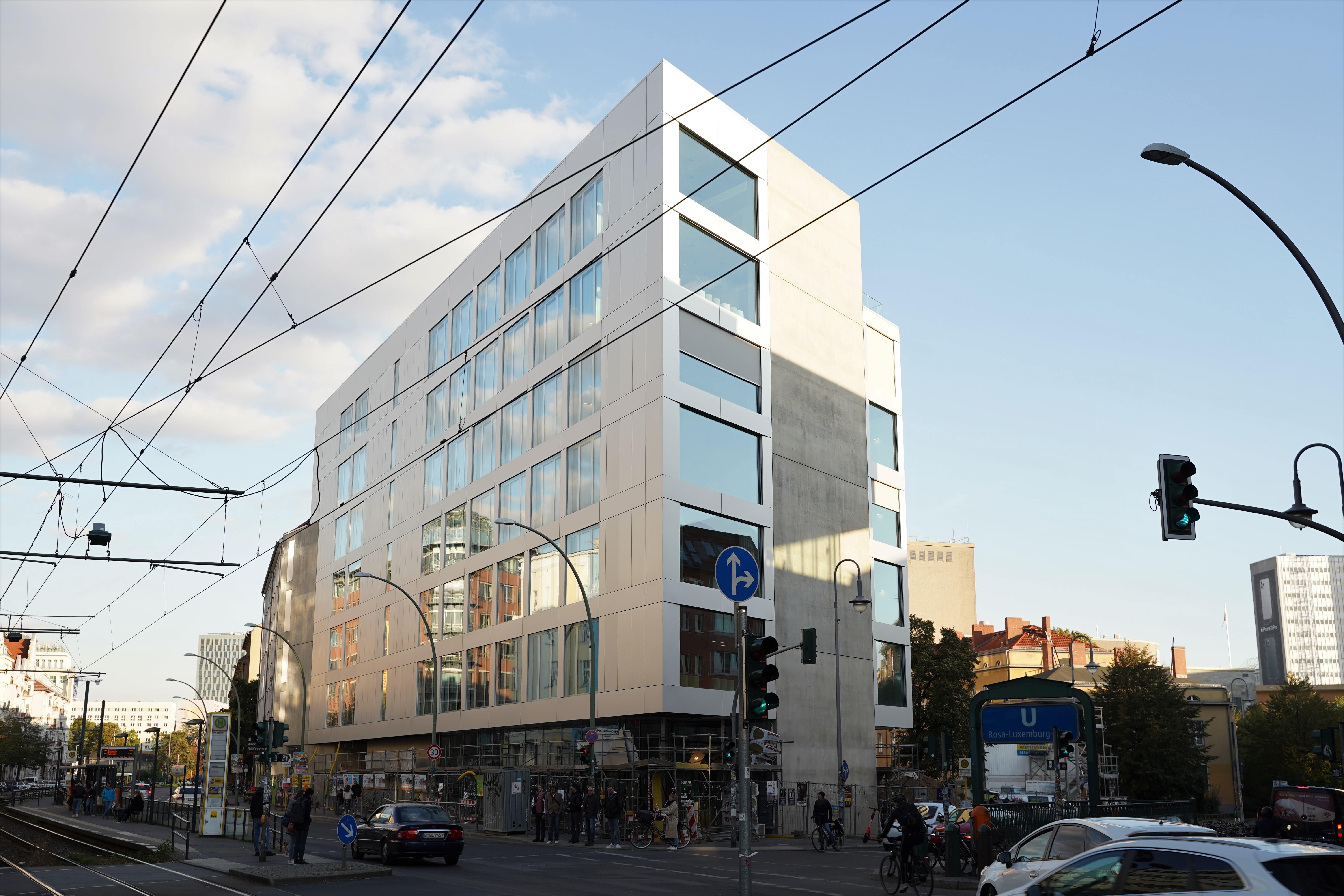
Neues Gebäude in der Torstraße, seit August 2019 Hauptsitz des Verlags

Im August 2019 zog der Verlag innerhalb Berlins erneut um und nahm seinen neuen Sitz in einem von dem Architekten Roger Bundschuh neu errichteten Gebäude nördlich des Rosa Luxemburg-Platzes mit der Adresse Torstraße 44.

### Eskalation zwischen den Gesellschaftern
Während sich wegen Streitigkeiten und wegen des Umzugs Autoren und Mitarbeiter vom Verlag abwendeten, eskalierte der seit dem Einstieg von Barlach erbittert geführte Streit zwischen den Gesellschaftern: Barlachs Mediengruppe scheiterte als Minderheitsgesellschafter in der Gesellschafterversammlung damit, zwei von ihr vorgeschlagene Geschäftsführer für den Verlag zu bestellen. Barlach versuchte in der Gesellschafterversammlung seine 2009 errungenen besonderen Rechte zu nutzen, um den Ankauf von Büchern von Don Winslow und Isabel Allende zu verhindern. Die Familienstiftung unter der Führung von Berkéwicz ignorierte ihren Mitgesellschafter und entschied mit ihrer Mehrheit. In der Folge sah Barlach seine Mitwirkungs- und Informationsrechte verletzt und erhob Vorwürfe wegen unsachgemäßer Ausgaben des Verlages, die der Mehrheitsgesellschafterin direkt zugutegekommen waren, sowie Veruntreuung von Geldern, Kompetenzüberschreitung, geschäftsschädigenden Verhaltens und Missmanagements. Die Differenzen wurden vor Gericht ausgetragen, und im Rahmen der Prozesse erklärten beide Gesellschafter ihren Wunsch, die Anteile der jeweils anderen Seite zu übernehmen. Ende 2012 beantragte die Medienholding die Auflösung der Gesellschaft für den Fall, dass ihren Ansprüchen nicht stattgegeben würde. Der Vorsitzende Richter stellte im Prozess fest: „Beide Gesellschafter sehen sich offenbar wechselseitig als Inkarnation des Bösen“ und befürchtete: „Einer der namhaftesten Teilnehmer am Literaturbetrieb der Nachkriegszeit droht zu verschwinden.“
Am 10. Dezember 2012 gab das Landgericht Berlin der Klage des Minderheitsgesellschafters Hans Barlach statt, mit der Ulla Unseld-Berkéwicz ihres Geschäftsführerpostens enthoben werden sollte. Außerdem wurden Unseld-Berkéwicz und ihre zwei Mit-Geschäftsführer verurteilt, knapp 282.500 Euro Schadenersatz an den Verlag zu zahlen. Im März 2013 folgte die Entscheidung, die Geschäftsführung habe wegen der nicht ordnungsgemäßen Beteiligung des Minderheitsgesellschafters nicht korrekt über den Jahresgewinn 2010 entschieden, der durch den Verkauf des Frankfurter Grundstücks und des Suhrkamp-Archivs besonders hoch ausgefallen war. Barlachs Medienholding beantragte deshalb die Auszahlung seines Anteils an diesem Gewinn von 2,2 Millionen Euro und erhielt Recht.
Die Urteile wurden aber nicht rechtskräftig, und im August 2014 entschied das Kammergericht Berlin für die Familienstiftung und hob das Urteil des Landgerichts vom Dezember 2012 auf. Die Gesellschafterentscheidungen seit 2010 waren rechtmäßig und wirksam. Barlach stehen daraus keine Ansprüche zu, Unseld-Berkéwicz wurde als Geschäftsführerin bestätigt.
Ein weiterer Prozess vor dem Landgericht Frankfurt am Main, in dem beide Seiten den Ausschluss des jeweils anderen aus der Gesellschaft verlangen, wurde mehrfach vertagt, um den Parteien weitere Gelegenheit zu einer außergerichtlichen Einigung zu geben. Im November 2013 wies das Gericht die wechselseitigen Ansprüche ab. Das Gericht stellte fest, dass beide Seiten schwere Verstöße gegen die Treuepflichten aus dem Gesellschaftsvertrag begangen haben. Jede Seite für sich könnte dafür aus der Gesellschaft ausgeschlossen werden. Da aber beide Parteien gleichermaßen gegen die Interessen der Gesellschaft verstoßen haben, käme ein Ausschluss einer Partei nicht in Betracht, nur eine Auflösung durch die Parteien könnte die Gesellschaft beenden.
Zur Zukunft des Verlages meldeten sich eine Vielzahl an Autoren und Publizisten zu Wort. Die Suhrkamp-Familienstiftung schlug daraufhin im Dezember 2012 einen Vermittler vor, den ehemaligen Kulturstaatsminister Michael Naumann. Naumann stellte sich später auf die Seite Berkéwiczs. Barlach reagierte erst Anfang Februar 2013 mit einem Interview im Spiegel. Der Jurist und Publizist Andreas Zielcke kam daraufhin in der Süddeutschen Zeitung (SZ) zu dem Schluss, dass Barlach herausgekauft werden müsse. Die völlig unterschiedliche Bewertung des Verlags stelle noch ein weiteres Problem dar.
Währenddessen fiel der Umsatz des Verlages deutlich. Das literarische Programm von Suhrkamp unter der Leitung von Berkéwicz wurde in den Feuilletons sehr gelobt, die wirtschaftliche Situation entwickelte sich aber negativ. So wurde 2012 ein Umsatz von 23,9 Millionen Euro erreicht, nach 27,7 Millionen im Jahr 2010. Von den 9000 lieferbaren Titeln des Verlages wurden im Geschäftsjahr 2012 mehr als 6000 Titel weniger als 100-mal verkauft. Das Geschäftsjahr endete mit einem Verlust von 105.000 Euro.

### Insolvenzverfahren
Nachdem der Düsseldorfer Insolvenz- und Restrukturierungsspezialist Frank Kebekus von der Verlagsgeschäftsführung zum Generalbevollmächtigten bestellt worden war, beantragte diese am 27. Mai 2013 beim Amtsgericht Berlin-Charlottenburg die Eröffnung eines Insolvenzverfahrens in Eigenverwaltung gemäß §§ 270 ff. Insolvenzordnung (InsO). Bis zur Vorlage eines damit verbundenen Insolvenzplans und der Entscheidung über die Verfahrenseröffnung wurde das sogenannte Schutzschirmverfahren nach § 270b InsO angeordnet, in dem der Berliner Rechtsanwalt und Notar Rolf Rattunde zum vorläufigen Sachwalter bestellt wurde. Grund für den Eröffnungsantrag war das Urteil vom März 2013, wonach der Gewinn aus dem Jahr 2010 anteilig im Umfang von 2,2 Millionen Euro an den Gesellschafter Barlach auszuzahlen sei. Wäre es hierzu gekommen, hätte auch der der Familienstiftung zustehende Gewinnanteil ausgezahlt werden müssen, was zur Zahlungsunfähigkeit der Verlagsgesellschaft geführt hätte. Die besondere Form des Insolvenzverfahrens in Eigenverwaltung erlaubt es der Geschäftsführung hingegen, unter Aufsicht des (vorläufigen) Sachwalters das Verlagsgeschäft weiterzubetreiben und auf der Basis des Insolvenzplanes eine Unternehmenssanierung und -restrukturierung herbeizuführen, während für die Dauer des Verfahrens die individuelle Rechtsdurchsetzung einzelner Gläubiger durch Einzelzwangsvollstreckungsakte eingefroren wird, sodass auch die Zahlung der gerichtlich verfügten Gewinnausschüttung an den Gesellschafter Hans Barlach unterbleiben konnte. Im Rahmen des Insolvenzverfahrens könnten durch eine Bewertung des Verlags die sehr unterschiedlichen Ansichten der beiden Gesellschafter geklärt werden. Barlach ging von rund 80 Millionen Euro aus, während Michael Naumann im Mai 2013 einen Wert von 20 Millionen Euro nannte. Im Verfahren über den wechselseitigen Ausschluss der Gesellschafter setzte der Vorsitzende Richter im September 2013 für die in diesem Kontext verhandelten Fragen den Wert des Verlages mit 20 Millionen an.
Als Reaktion auf den Insolvenzantrag erklärte Barlach Mitte Juni 2013 einen sogenannten Rangrücktritt seiner Gesellschafterforderung. Er wollte damit dem eingeleiteten Insolvenzverfahren die Grundlage entziehen. Die Verlagsführung entgegnete, dass es für einen solchen Schritt zu spät sei und das Verfahren weiterlaufen würde. Daraufhin bekämpfte Barlach die Verfahrenseröffnung, weil er das Verfahren als Versuch sah, „die Medienholding durch eine Kapitalherabsetzung aus der Gesellschaft auszuschließen“.
So erließ auf Antrag Barlachs das Landgericht Frankfurt am Main am 19. Juli 2013 eine einstweilige Verfügung, die es der Familienstiftung bis zur Eröffnung der Insolvenz aufgab, ihren Gewinnanteil bis mindestens Ende 2014 zu stunden und insoweit einen Rangrücktritt ihrer Forderungen gegen den Verlag zu erklären. Damit würde die Überschuldung des Verlags und so der Grund des Insolvenzverfahrens entfallen.
Beim Landgericht Berlin begehrte Barlach zudem erfolglos den Erlass einer einstweiligen Verfügung, mit der die Geschäftsführung des Verlags unverzüglich abberufen werden sollte; Ziel sollte es wohl sein, den Insolvenzantrag noch vor der Entscheidung über die Verfahrenseröffnung zurückzunehmen.
Am 6. August 2013 eröffnete das Amtsgericht Charlottenburg das Insolvenzverfahren in Eigenverwaltung und bestellte Rechtsanwalt Rattunde zum Sachwalter. Der vorgelegte Insolvenzplan sah vor, dass der in Form einer Kommanditgesellschaft organisierte Verlag mit einfacher Mehrheit der Gläubiger und Zustimmung des Gerichts in eine Aktiengesellschaft umgewandelt wird. Damit würden die Sonderrechte Barlachs entfallen, die dieser im Jahr 2009 in den Gesellschaftervertrag hatte einfügen lassen. Fortan würden sich die Rechte der Gesellschafter nach den Bestimmungen des Aktienrechtes richten, so dass deren Auseinandersetzungen nicht mehr unmittelbaren Einfluss auf die operative Verlagsführung hätten. In Spiegel online bezeichnete man diese Option schon im Mai 2013 als „genialen machiavellistischen Schachzug“. Des Weiteren sollte der Insel Verlag Tochtergesellschaft des Verlags werden.
Nachdem die Familienstiftung der einstweiligen Verfügung des Landgerichts Frankfurt am Main vom 19. Juli 2013 nicht nachkam, verhängte das Gericht am 13. August 2013 ein Ordnungsgeld in Höhe von 250.000 Euro und gab der Stiftung erneut auf, ihre Forderung bis zum 31. Dezember 2014 zu stunden und einen Rangrücktritt zu erklären. Zur Begründung wurde vorgetragen, dass das Insolvenzverfahren missbräuchlich betrieben werden würde, um den Gesellschafter Barlach in seinen Rechten aus dem Gesellschaftsvertrag zu beschneiden. Gegen alle Verfügungen des Landgerichts Frankfurt am Main hat die Familienstiftung Rechtsmittel eingelegt. Nach Veröffentlichung der Entscheidungsgründe warf der Jurist Andreas Zielcke in der Süddeutschen Zeitung der Frankfurter Richterin vor, sie habe die Logik des neugefassten Insolvenzrechts nicht erfasst und verwechsele systematisch Handlungen des Verlages mit solchen der Familienstiftung. Im Ergebnis seien die Frankfurter Entscheidungen nicht haltbar.
Am 4. September 2013 billigte das Amtsgericht Charlottenburg den Insolvenzplan. Daraufhin erließ das Landgericht Frankfurt am Main wieder auf Antrag von Barlach am 9. September eine Einstweilige Verfügung. Unseld-Berkéwicz wurde untersagt, in der Gesellschafterversammlung für ihren eigenen Insolvenzplan zu stimmen. Die Familienstiftung legte in der Folge wieder Rechtsmittel ein. Zielcke kommentierte in der Süddeutschen, dass der Konflikt zwischen Gesellschaftsrecht und Insolvenzrecht seit der Insolvenzrechtsreform von 2012 eindeutig zugunsten des Insolvenzrechts geregelt sei. Das Insolvenzrecht bezwecke die Fortführung des Unternehmens gerade im Fall einer nicht auflösbaren Blockade der Gesellschafter untereinander.
Die Vollstreckung des Urteils des Landgerichts Frankfurt am Main vom 9. September wurde am 2. Oktober 2013 durch das Oberlandesgericht Frankfurt am Main (OLG) ausgesetzt, da es „voraussichtlich keinen Bestand“ haben würde. Das OLG stellte insbesondere fest, dass alle Streitigkeiten zwischen den Gesellschaftern nur im Insolvenzverfahren ausgetragen werden dürfen. Damit hatte die Familienstiftung die Möglichkeit, im Insolvenzverfahren dem Plan zuzustimmen und den Verlag in eine Aktiengesellschaft umzuwandeln.
Für die Auflösung der Konflikte zwischen den Gesellschaftern wurde immer wieder ein Weißer Ritter ins Gespräch gebracht, der Barlach aus dem Verlag herauskaufen sollte. Mehrfach wurde Hubert Burda genannt, wobei er nur als Privatperson in Betracht gekommen wäre, da sein Verlag jede Beteiligungsabsicht verneinte. Ebenfalls wurden Sylvia und Ulrich Ströher genannt, deren Vermögen aus dem Verkauf von Wella stammt und die im Kulturbereich als Kunstsammler hervorgetreten sind. Das Ehepaar Ströher stellte seit der Eröffnung des Insolvenzverfahrens eine Zwischenfinanzierung der Autorenhonorare aus ihrem privaten Vermögen zur Verfügung. Im August 2013 wurde auch dtv als möglicher Käufer genannt. Barlach erklärte in einem Interview mit dem Börsenblatt, dass es nie ein Zerwürfnis zwischen den Gesellschaftern oder eine Blockade zum Nachteil des Verlages gegeben hätte. Außerdem sprach er positiv über das Angebot von dtv.
Die reale Tätigkeit Barlachs wurde aber anders eingeordnet. Sie wurde mit der eines Corporate Raiders in Verbindung gebracht, der als Minderheitseigner in ein Unternehmen einsteigt und Konflikte schürt, die zur Zerschlagung des Betriebs und der Verwertung der Rechte führen. Barlach hätte bis Mitte 2013 durch Ausschüttungen seinen ursprünglichen Kaufpreisanteil bereits weitgehend amortisiert, entgegen ursprünglichen Ankündigungen hätte er auch kein Kapital in den Verlag eingebracht. Dem entspricht auch die Formulierung im Gesellschaftervertrag von 2009, nach der nur ein Ziel für die Verlagsbeteiligung von Barlachs Medienholding genannt wird: „von den Suhrkamp-Kommanditgesellschaften möglichst hohe Ausschüttungen zu erhalten“.
Im September 2013 erklärten 180 Autoren des Suhrkampverlages und Erben von Autoren, die Rechte innehaben, dass sie einen Verlag, in dem Barlach „maßgeblichen Einfluss ausübe“, sofort verlassen würden. Sie forderten ihn auf, den Insolvenzplan zur Sanierung des Verlages zu akzeptieren und sich mit dem Verlust seiner besonderen Gesellschafterrechte abzufinden. Zu den Unterzeichnern gehören Hans Magnus Enzensberger, Alexander Kluge, Peter Sloterdijk, Durs Grünbein, Sibylle Lewitscharoff, Uwe Tellkamp und George Steiner sowie die Erben der Rechte an Hermann Hesse und Thomas Bernhard. Hätten alle Unterstützer des Aufrufs ihre Ankündigung wahr gemacht, wäre der Verlag wertlos gewesen.
Am 22. Oktober 2013 stimmten die Vertreter der Gläubiger einstimmig für den Insolvenzplan, nachdem es das Bundesverfassungsgericht (BVerfG) abgelehnt hatte, den vom Insolvenzgericht anberaumten Termin im Rahmen einer einstweiligen Anordnung aufzuheben. Der Minderheitsgesellschafter Barlach erklärte, gegen die Entscheidung nicht mehr vorgehen zu wollen.

### Umwandlung in eine Aktiengesellschaft
Am 15. Januar 2014 bestätigte das Landgericht Berlin die Umwandlung des Suhrkamp-Verlags im Rahmen des Insolvenzplans in eine Aktiengesellschaft (AG). Barlach legte dagegen Beschwerde ein und wandte sich nach deren Abweisung schließlich mit einer Rechtsbeschwerde an den Bundesgerichtshof. Barlach machte geltend, dass die Umwandlung in eine AG für ihn eine wesentliche Schlechterstellung sei. Seine besonderen Rechte aus dem Gesellschaftervertrag der KG erlöschen und er würde noch weitergehend gebunden, weil Vinkulierte Namensaktien ausgegeben würden, die er nicht ohne Zustimmung des Vorstands verkaufen könne. Der BGH hob die Entscheidung des LG Berlin am 17. Juli 2014 wegen eines Formfehlers auf, woraufhin das Landgericht Berlin am 20. Oktober 2014 seine Entscheidung vom Januar 2014 bestätigte. Eine Verfassungsbeschwerde Barlachs wies das Bundesverfassungsgericht am 18. Dezember 2014 ab und ließ die Umwandlung zu. Am 21. Januar 2015 wurde die Umwandlung vollzogen.
Die Leitung des Vorstands behielt für die Anfangszeit Ulla Berkéwicz, auch wenn gegen ihre Unternehmensführung noch Prozesse laufen. Jonathan Landgrebe, vormals einer der Geschäftsführer, war das einzige Vorstandsmitglied neben Berkéwicz. Den Gründungs-Aufsichtsrat besetzten Gerhart Baum (Vorsitzender), Hans Magnus Enzensberger und Marie Warburg, Tochter von Eric M. Warburg und Frau von Michael Naumann.
Mit der Umwandlung trat in Form einer Kapitalerhöhung das Ehepaar Ströher mit einem Anteil von einem Drittel in das Unternehmen ein. Seitdem hält die Familienstiftung einen Anteil von 40,66 Prozent, die Ströhers halten 33,33 Prozent und Barlach 26 Prozent. Barlachs Anteil überschreitet damit die Sperrminorität von 25 Prozent nach dem Aktiengesetz, die für besonders weitgehende Entscheidungen hinsichtlich des Unternehmens erforderlich ist. Zudem wurden die Stimmrechte des Ströher-Anteils und die des Familienstiftungsanteils vertraglich so gebündelt, dass die Familienstiftung von Unseld-Berkéwicz und die Familie Ströher einheitlich abstimmen. Da im Innenverhältnis dieses Bündnisses der Anteil der Familienstiftung höher ist als der der Ströhers, kann die Familienstiftung die zukünftige geschäftliche Ausrichtung des Verlags entscheidend bestimmen. Hans Barlach starb am 15. Juli 2015, die Erben beendeten alle noch laufenden Prozesse. Der Hamburger Baumarktunternehmer Dirk Möhrle, der Barlach freundschaftlich verbunden war und der ihn schon während des Rechtsstreits unterstützt hatte, übernahm schließlich dessen Anteile und wurde an seiner Stelle zu 39 Prozent Miteigentümer des Verlags.
Entsprechend der langfristigen Planung wechselte Berkéwicz zum 10. Dezember 2015 auf die Leitung des Aufsichtsrats, neben ihr sitzen Sylvia Ströher und Rachel Salamander in diesem Gremium. Landgrebe wurde Vorstandsvorsitzender in einem Führungsteam, dem auch Cheflektor Raimund Fellinger (bis zu seinem Tod im April 2020), Pressesprecherin Tanja Postpischil und der kaufmännische Leiter Gerhard Schneider angehörten. Der zeitweilige Mit-Geschäftsführer Thomas Sparr wird als Editor at large ohne konkreten Geschäftsbereich an der Leitung beteiligt. Seit April 2016 zeichnet Bernhard Bücker als Mitglied der Geschäftsleitung für die kaufmännische Leitung der Verlage Suhrkamp und Insel verantwortlich.
Am 4. Oktober 2024 wurde bekannt, dass Dirk Möhrle mit Wirkung zum 1. November 2024 alleiniger Eigentümer des Verlags werde. Er übernimmt alle Gesellschaftsanteile von den bisherigen Miteigentümern Ulla Unseld-Berkéwicz, der Familie Ströher und Jonathan Landgrebe. Der Süddeutschen Zeitung zufolge befindet sich der Verlag in einer wirtschaftlichen Krise, worauf schon der Verkauf der Unseld-Villa hingewiesen habe. Jonathan Landgrebe widersprach dem später im Gespräch mit Zeit Online und betonte: „Wir sind keineswegs in einer finanziell desaströsen Lage. Suhrkamp ist nicht in Not.“ Nachdem Ulla Unseld-Berkéwicz die Anteile am Verlag, die sie über die Unseld Familienstiftung gehalten hatte, an Dirk Möhrle verkauft hat, besteht keine Verbindung mehr zwischen der Stiftung oder ihr zu dem Verlag. Möhrle hat angekündigt, mit einer Einlage die notwendigen Mittel bereitzustellen, die insbesondere für den Erwerb ausländischer Lizenzen benötigt werden, was Unseld-Berkéwicz zuvor nicht getan hatte. Die von ihr genutzte Villa am Nikolassee soll den Verlag dagegen unverhältnismäßig belastet haben.
Im März 2025 änderte der Verlag seine Rechtsform und wurde von einer Aktiengesellschaft wieder zu einer GmbH.

## Verlagsprofil

### Deutschsprachige Literatur

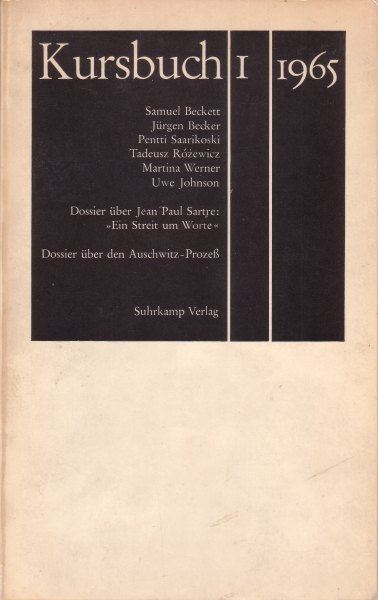
Einband des Kursbuchs Nr. 1 von 1965

Bis heute ist es eine Leistung des Verlags, die deutschsprachige Literatur auch im Ausland zu etablieren, wodurch Suhrkamp zum führenden Haus auf diesem Gebiet avancierte. In den 1950er Jahren wurde die deutschsprachige Literatur besonders durch Werke von Hermann Hesse, Bertolt Brecht, Max Frisch, Wolf von Niebelschütz, Martin Walser und Hans Magnus Enzensberger vorgestellt. In den 1960er Jahren kamen die Autoren Jürgen Becker, Thomas Bernhard, Wolfgang Hildesheimer und Peter Handke hinzu. Der Verlag bemühte sich auch um die Dichtung und publizierte mit Paul Celan und Nelly Sachs zwei der bedeutendsten Lyriker des Jahrhunderts. Suhrkamp verlegte die von Hans Magnus Enzensberger herausgegebene Gedichtanthologie Museum der modernen Poesie, die bei Presse und Publikum für großes Aufsehen sorgte. Die Dramen Die Verfolgung und Ermordung des Jean Paul Marat von Peter Weiss und Peter Handkes Publikumsbeschimpfung gaben dem Theater neue Impulse.
In den 1970er Jahren ergänzten unter anderem Peter Huchel, Adolf Muschg und Erica Pedretti das Programm. Ingeborg Bachmann erschien mit ihrem Roman Malina das erste Mal bei Suhrkamp. Zwei der wichtigsten Autoren jener Zeit waren Wolfgang Koeppen und Robert Walser, wobei letzterer zunächst verkannt blieb und sich erst allmählich eine Leserschaft erobern konnte.
Die Unterstützung neuer Autoren wurde in den folgenden Jahrzehnten fortgeführt. Jurek Beckers Buch Jakob der Lügner erschien, und Ulla Berkéwicz veröffentlichte ihr Erstlingswerk Josef stirbt. Der später als „Kultbuch“ bezeichnete Roman Irre von Rainald Goetz sowie Ralf Rothmanns Erzählungen Messers Schneide wurden neben Büchern von Werner Fritsch, Patrick Roth und Norbert Gstrein publiziert. Ende der 1990er Jahre trat die Strömung der Pop-Literatur zu Tage, deren anspruchsvollere Vertreter wie Thomas Meinecke und Andreas Neumeister bei Suhrkamp vertreten waren. Damit wollte der Verlag zeigen, dass er auch nach fünfzig Jahren noch immer Betreuer und Förderer der Avantgarde war.

### Internationale Literatur

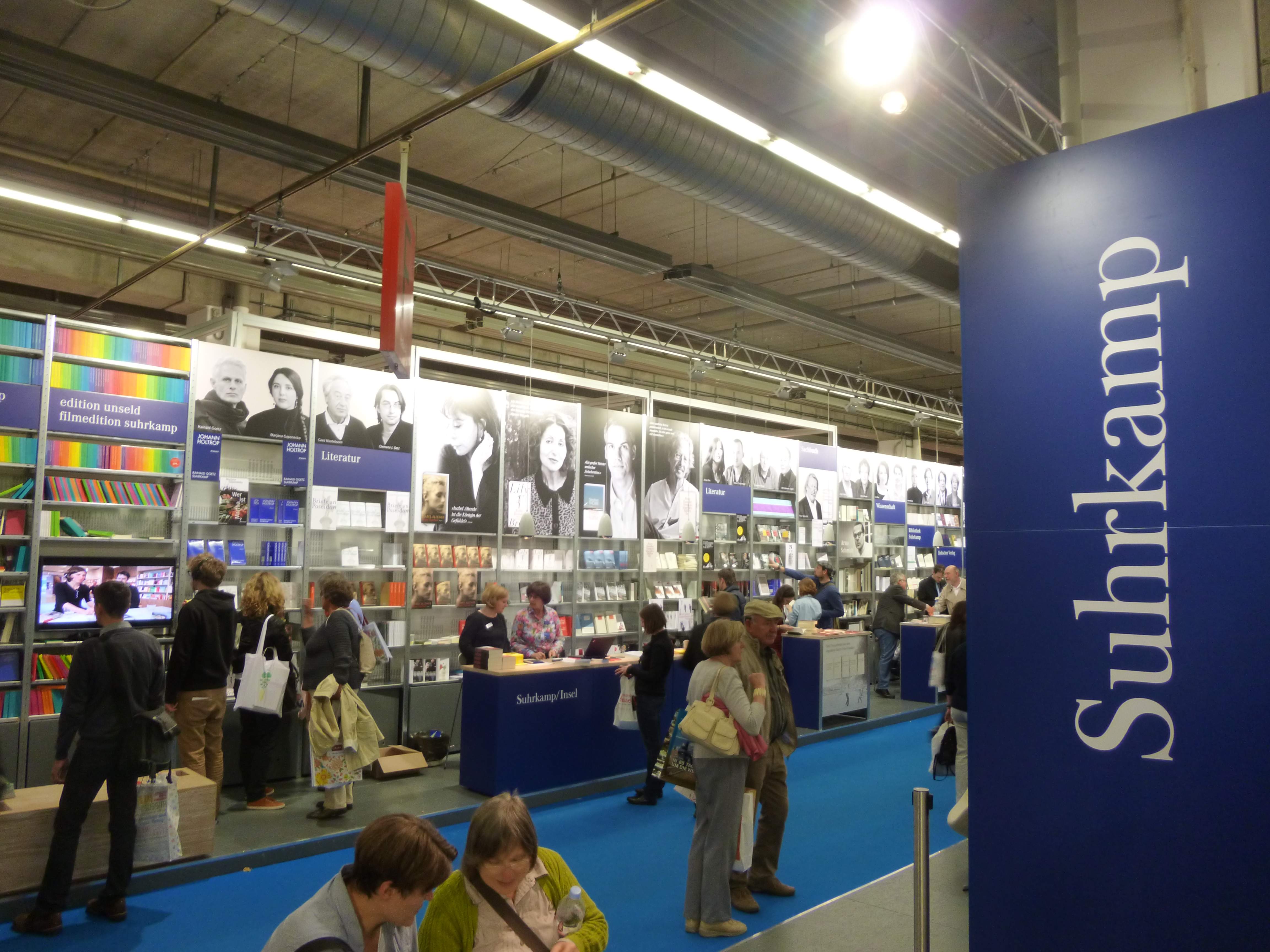
Suhrkamp-Stand auf der Frankfurter Buchmesse 2012

Den zweiten Stützpfeiler im Bereich der Belletristik, die internationale Literatur, repräsentierten zunächst T. S. Eliot, Samuel Beckett, George Bernard Shaw und wenig später James Joyce. Der Schwerpunkt in den Anfangsjahren lag auf der Herausgabe von Büchern aus dem französischen Sprachraum. Die bekannteste Autorin in dem Bereich war Marguerite Duras, die im Verlag mit über 30 Titeln vertreten ist. Neben ihrem Bestsellerroman Der Liebhaber wurde auch Marcel Prousts Romanwerk Auf der Suche nach der verlorenen Zeit erstmals vollständig übersetzt bei Suhrkamp veröffentlicht.
Die nordamerikanischen Autoren fanden ihren Platz vor allem in der Bibliothek Suhrkamp, die Werke der klassischen Moderne von William Faulkner, Sherwood Anderson, Gertrude Stein sowie Truman Capote vertrat.
In den 1960er-Jahren konzentrierte sich der Verlag auf Veröffentlichungen von Büchern des „Ostblocks“ und damit auf Schriftsteller, die eine Lockerung der politischen Verhältnisse forderten. Karl Dedecius rief 1982 die Polnische Bibliothek ins Leben, die bis zu ihrem Abschluss im Jahr 2000 auf fünfzig Bände anwuchs.
Ein großer Erfolg gelang Siegfried Unseld 1976 mit der Aufnahme der lateinamerikanischen Literatur, wobei er dem Publikum gleich siebzehn Autoren mit insgesamt zwanzig Titeln vorstellte. Für viele Bücher aus den Ländern Süd- und Mittelamerikas wurde der Begriff des „magischen Realismus“ prägend und Autoren wie Juan Carlos Onetti, Julio Cortázar, Guillermo Cabrera Infante und die Nobelpreisträger Octavio Paz (1990) und Mario Vargas Llosa (2010) gehörten von nun an zum Programm des Verlages. Später erweiterten Werke von spanischen und portugiesischen Schriftstellern das Segment. Die bekannteste von allen ist Isabel Allende, die durch ihren Roman Das Geisterhaus berühmt wurde und mit Fortunas Tochter den Bestseller des Jahres 1999 veröffentlichte. Dabei gilt für die internationale Literatur ebenso wie für die deutschen Titel das Vorhaben, den Autor und sein Œuvre und nicht nur einzelne Bücher zu stützen. Der Anspruch zeigt sich unter anderem bei Jorge Semprún, Yasushi Inoue, Amos Oz, Mercè Rodoreda und Gesualdo Bufalino.
Besonders wichtig für diese Rubrik des Verlages sind die Übersetzer. Im besten Fall nehmen sich Autoren selbst des Werks ihrer Kollegen an, so wie Paul Celan, der viele Gedichte aus dem Französischen, Italienischen und Russischen transferierte oder Martin Walser, der Texte aus dem Englischen und Amerikanischen übertrug. Auch Ilma Rakusa bereicherte den Verlag um Übersetzungen aus mehreren Sprachen. Die wichtigsten Mitarbeiter auf diesem Gebiet waren Eva Rechel-Mertens (Proust), Elmar Tophoven und Erika Tophoven (Beckett), Hans Wollschläger (James Joyce), Siegfried Schaarschmidt (japanische Literatur) und Rudolf Wittkopf (lateinamerikanische Literatur).
Der Verband deutschsprachiger Übersetzer literarischer und wissenschaftlicher Werke, VdÜ, ehrte das internationale Engagement des Verlags, indem er Jürgen Dormagen, seit 1984 Lektor für das lateinamerikanische Literaturprogramm des Suhrkamp- und Insel-Verlags, im Jahr 2010 eine Übersetzerbarke, ein kleines einmaliges Kunstwerk, verlieh. Damit erkannte der VdÜ einen Verlagslektor an, der sich durch seinen respektvollen Umgang mit Literaturübersetzern große Anerkennung erworben und der sich innerhalb seines Verlages beharrlich für deren Belange eingesetzt hat. Dormagen teilte sein Wissen und seine Erfahrung mit Texten häufig auch in Übersetzerseminaren.

### Wissenschaftliche Literatur
Die wissenschaftliche Literatur konzentriert sich auf geisteswissenschaftliche Werke des 20. Jahrhunderts. Der Verlag veröffentlicht Titel zur Philosophie, Soziologie, Psychologie, Gesellschaftstheorie, Literaturwissenschaft, Rechtstheorie sowie Kunstgeschichte. Bereits 1951 erschien Theodor W. Adornos Minima Moralia, dem Walter Benjamins Schriften in zwei Bänden und 1955 Ernst Blochs Hauptwerk Das Prinzip Hoffnung folgten. Diese Autoren standen stellvertretend für die Generation deutsch-jüdischer Intellektueller, die während des Zweiten Weltkrieges vertrieben wurden und hier wie in keinem anderen Haus einen neuen Publikationsort fanden.
Viele Schriftsteller, die Suhrkamp in diesen Bereichen aufnahm, gehören heute auf ihrem speziellen Gebiet zu Klassikern der Theorie des 20. Jahrhunderts. Für die Vielfalt an theoretischen Standpunkten und wissenschaftlichen Disziplinen stehen Alexander Mitscherlich, Georg Simmel, Peter Szondi, Leo Löwenthal oder Siegfried Kracauer. Die Offenheit des Programms zeigt sich an den unterschiedlichen Richtungen, die der Verlag verzeichnet. Neben dem Pragmatismus, vertreten unter anderen durch Charles Sanders Peirce, George Herbert Mead und John Dewey, finden sich die Richtungen der analytischen Philosophie, des Neopragmatismus und der normativen Theorie im Verzeichnis wieder. Die französische Theorie ist durch den klassischen Strukturalismus (Claude Lévi-Strauss) sowie bedeutende Größen des Neo- und Poststrukturalismus (Roland Barthes, Jacques Derrida), den Sozialwissenschaften (Pierre Bourdieu, Émile Durkheim), der Geschichte und Wissenschaftsgeschichte (Fernand Braudel, Georges Duby) sowie der Anthropologie (George Devereux, Michel Leiris) vertreten.

### Buchgestaltung im Suhrkamp Verlag

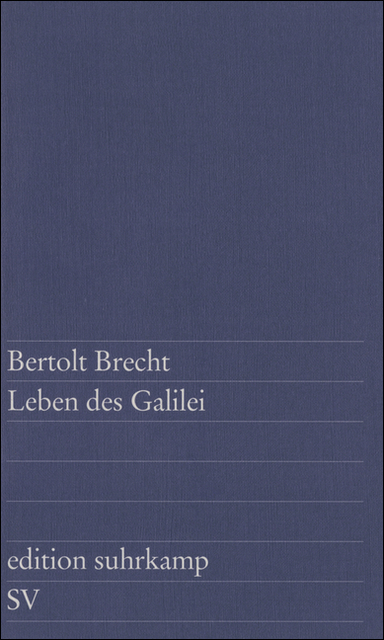
Typischer Titel der edition suhrkamp, gestaltet von Willy Fleckhaus (1963)

Die gestalterische Qualität der Bücher war von Beginn an ein großes Anliegen des Verlages, der neue Maßstäbe bei der Ausstattung seiner Werke setzte. 1959 lernte Unseld den Grafikdesigner Willy Fleckhaus kennen, und noch im selben Jahr erschien die Bibliothek Suhrkamp mit einem von Fleckhaus entwickelten Umschlagkonzept. Eine Besonderheit des Umschlags war die Einfachheit in Farbe, Form und Schrift, wobei ein horizontaler Streifen die Titelfläche in ein Quadrat und Rechteck teilte, was bei allen Bänden gleich blieb. Auch für die spektralfarbenen Einbände der edition suhrkamp war Fleckhaus verantwortlich. Hier wurde auf Glanzfolie, Lack oder Reklame verzichtet, lediglich Autorenname, Titel und Verlagskürzel erschienen auf dem Umschlag. Autorenname und Titel wurden durch eine Linie getrennt, und jeder der jährlich erschienenen 48 Bände trug eine Farbe des Regenbogens, womit gleichzeitig Verschiedenheit und Einheitlichkeit der Folge demonstriert wurde. Auch die Titelgestaltung der Insel-Taschenbücher und die Typografie der Suhrkamp-Buchreihen stammten von Fleckhaus. Erst 2004 entschloss sich die Verlagsleitung, die Typografie und die Gestaltung der Reihen edition suhrkamp und Suhrkamp Taschenbuch zu ändern.
Seit 2008 lassen edition suhrkamp und suhrkamp taschenbuch wissenschaft auftragsbezogen Books on Demand drucken und ausliefern, wenn Nachdrucke sich voraussichtlich nicht lohnen.

### „Suhrkamp-Kultur“
Der Literaturwissenschaftler und Suhrkamp-Autor George Steiner prägte 1973 den Begriff der „Suhrkamp-Kultur“ (suhrkamp culture). Anlässlich einer Besprechung der Gesammelten Schriften von Theodor W. Adorno im Times Literary Supplement schrieb er, die Suhrkamp-Kultur habe

„in unseren Tagen die literarisch und intellektuell führende Schicht Deutschlands bestimmt. Ganz auf sich gestellt, kraft seiner kulturpolitischen Vision und seines verlegerischen Scharfsinns hat der Suhrkamp Verlag einen Maßstab für moderne Philosophie geschaffen. Insofern als der Suhrkamp Verlag die bedeutendsten herausforderndsten philosophischen Stimmen unserer Epoche einem breiten Publikum zugänglich gemacht hat, insofern als er die deutschen Bücherregale mit der Gegenwart jener deutsch-jüdischen intellektuellen uns stimulierenden Kraft erfüllt hat, welche der Nazismus auslöschen wollte, war und ist seine Initiative ein dauerndes Verdienst.“

Unseld griff umgehend die Bezeichnung auf und verwandte sie fortan bei der Öffentlichkeitsarbeit seines Verlages. Nach allgemein übereinstimmender Ansicht gelang es dem Verleger, das geistige Leben West-Deutschlands tiefgreifend zu gestalten. Für diesen Rang steht vor allem die 1963 gegründete Reihe edition suhrkamp, in der die großen Intellektuellen der Zeit zu Wort kamen.

### Suhrkamp-Archiv und Archiv der Verlagsgruppe Suhrkamp
Die umfangreichen und einzigartigen Archive umfassen unter anderem Manuskripte und Korrespondenzen von Autoren wie Theodor Adorno, Ingeborg Bachmann, Bertolt Brecht, Paul Celan, Peter Handke und Martin Walser sowie die seit Bestehen des Verlags erschienenen Bücher.
Etwa 250.000 Blatt des Suhrkamp-Archivs wurden seit 2002 von der Goethe-Universität Frankfurt am Main auf dem Campus Westend verwaltet, darunter Autorenkorrespondenzen, Druckfahnen, Herstellungsunterlagen und Rezensionen bis 1959. Die Peter Suhrkamp-Stiftung stellte den Nachlass ihres Namensgebers für das Archiv der Peter Suhrkamp-Stiftung an der Johann Wolfgang Goethe-Universität zur Verfügung. Aus ungeordnetem Material sollten für Editionen und Ausstellungen nutzbare erschlossene Quellen entstehen. Die Universität wollte das Archiv in ein neues Zentralarchiv integrieren. Die Stadt Frankfurt am Main und das Land Hessen unterstützten die Goethe-Universität in ihren Bestrebungen, sich für den Verbleib der Bestände in Frankfurt am Main einzusetzen.
2009 wurden alle Suhrkamp-Archive an das Deutsche Literaturarchiv Marbach verkauft, wo sie unter dem Namen Siegfried Unseld Archiv (SUA) erschlossen und erforscht werden. Joachim Unseld versuchte vergebens, diesen ebenso unabgesprochenen Beschluss noch vor seinem endgültigen Suhrkamp-Rückzug aufzuheben: „Es soll umgezogen werden ohne Beschluss, es soll verkauft werden ohne Beschluss.“ Suhrkamp-Geschäftsführer Thomas Sparr wollte daraufhin „zu Herrn Unseld eigentlich gar nichts mehr sagen“.
Im September 2010 wurde der gesamte verbliebene hausinterne Buchbestand des Suhrkamp-Verlages in der Frankfurter Lindenstraße an den Buchversand Zweitausendeins veräußert, der die Titel über seine Läden verkaufte.

## Die Verlagsreihen

### Bibliothek Suhrkamp

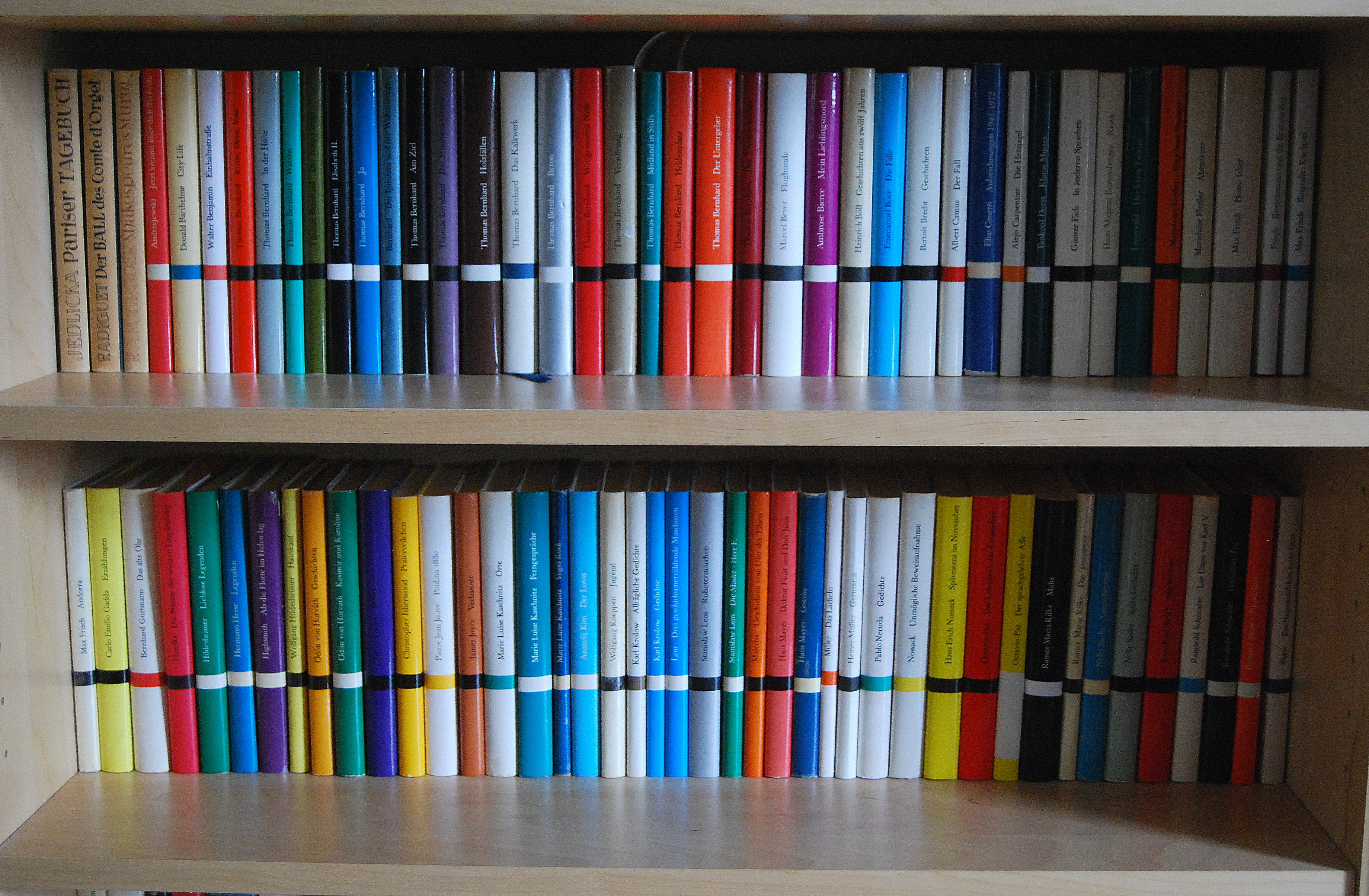
Buchrücken von Bänden der Bibliothek Suhrkamp in einem Bücherregal

Die Bibliothek Suhrkamp ist eine Bibliothek der Klassiker der Moderne, mit einer Backlist von 1.300 Titeln. Seit 1951 sind hier die bedeutendsten nationalen und internationalen Autoren des letzten Jahrhunderts vertreten, beispielsweise Ingeborg Bachmann, T. S. Eliot, Carlo Emilio Gadda, Jean-Paul Sartre, Federico García Lorca, André Gide, Ernest Hemingway, Paul Valéry, Yasushi Inoue, James Joyce, Franz Kafka, Wladimir Majakowski oder Thomas Mann. Von 1951 bis 1959 erschienen jährlich sechs Titel innerhalb der Reihe, nach Suhrkamps Tod wurden jeden Monat gleich mehrere Bände auf einmal vorgelegt. Anlässlich des 40-jährigen Jubiläums 1989 veröffentlichte Siegfried Unseld eine Bibliographie der ersten 1000 Bände und ein Lesebuch, das er mit einer Kleinen Geschichte der Bibliothek Suhrkamp einleitete. Seit September 2000 werden zweimal pro Jahr, im Frühjahr und im Herbst, jeweils sechs Bände ausgeliefert.

### edition suhrkamp
Das Ziel der edition suhrkamp („es“) war von Anfang an, sich literarischen Experimenten zu öffnen und ein Sammelpunkt für die nationale wie internationale Avantgarde zu sein. Auch sollten hier Theorien veröffentlicht und kritisch hinterfragt werden. Band eins der edition suhrkamp war 1963 Bertolt Brechts Stück Leben des Galilei, seither erschienen vorwiegend Erstauflagen. In den 1960ern und 1970ern wurden etwa Werke von Samuel Beckett, Walter Benjamin, Ernst Bloch, Hans Magnus Enzensberger, Peter Handke, Alexander Kluge, Peter Weiss oder Ludwig Wittgenstein herausgeben. Zwar waren die preiswerten Taschenbücher ökonomisch gesehen zunächst ein Verlustgeschäft, doch das damit verbundene Ansehen wog um ein Vielfaches schwerer. Andere Editionen wie die Hesse- und Brecht-Ausgaben erwiesen sich dagegen als langanhaltende Verkaufsschlager – im Buchhandel Longseller genannt –, mit denen Unseld seine Prestige- und Herzenssachen gegenfinanzieren konnte.
1973 waren in der Reihe bereits 594 Einzeltitel erschienen, die eine Auflagenhöhe von insgesamt 13,5 Millionen Exemplaren erreichten. Bis zum November 2002 waren in der edition suhrkamp 2311 Bände erschienen. Die Gesamtauflage betrug über 41 Millionen Exemplare. 2007 hatte die Reihe eine Backlist von 2.100 Titeln, und jeden Monat erscheinen darin vier Erstausgaben (Literatur und Essays).

### suhrkamp taschenbuch
Seit 1971 erscheinen in der Reihe suhrkamp taschenbücher (st) sowohl Erstveröffentlichungen als auch erfolgreiche Suhrkamptitel. Die Taschenbuchreihe, in der bis heute über 3.100 Titel publiziert wurden, startete mit Becketts Warten auf Godot. Als Band 2 erschien Wilhelm Tell für die Schule von Max Frisch, dessen Romane Homo faber und Andorra, die höchsten Auflagen erreichten, gefolgt von Hesses Steppenwolf und Siddhartha. Innerhalb der Reihe existierte zusätzlich die Phantastische Bibliothek mit rund 360 eigens nummerierten Bänden, herausgegeben von 1976 bis 1998 von Franz Rottensteiner. Hier wurden bedeutende Autoren aus dem Bereich Phantastik und Science-Fiction oft erstmals dem deutschen Markt zugänglich gemacht, wie Stanisław Lem, James Graham Ballard, Cordwainer Smith, H. P. Lovecraft, Jonathan Carroll und die Gebrüder Strugazki. Auch deutsche Autoren wurden hier verlegt, wie Günter Braun und Johanna Braun, Herbert W. Franke und Marcus Hammerschmitt. Im Mai 1996 wurde die Unterreihe Romane des Jahrhunderts eröffnet, in der die „Besten der Besten“ erscheinen sollen, etwa Ulysses von James Joyce oder Franz Kafkas Romanfragment Das Schloss. Ende der 2000er Jahre wurde die Trade-Paperback-Reihe suhrkamp nova gegründet. 

### suhrkamp taschenbuch wissenschaft
Die Reihe suhrkamp taschenbuch wissenschaft (bisher erschienen mehr als 2300 Einzelbände) wurde 1973 ins Leben gerufen und bildet thematisch die geisteswissenschaftlichen Schwerpunkte des Verlagsprogramms ab. Neben philosophischen Werken werden Theorien zur Soziologie, Wissenschaftsforschung, Linguistik, Semiotik, Psychologie, Rechtswissenschaft und Kulturgeschichte vorgestellt. Während einige Bände zentrale Werke des wissenschaftlichen Programms aufgreifen, präsentiert der überwiegende Teil Erstausgaben. Hauptanliegen der Serie ist es, für ein breites Spektrum an Theorieansätzen ein Diskussionsforum darzustellen, in dem unterschiedliche sowie konkurrierende Modelle vorgestellt werden. Neben zeitgenössischen Autoren und Theoretikern des 20. Jahrhunderts werden hier auch Klassiker veröffentlicht, wie das Gesamtwerk Hegels in 20 Bänden.

### edition unseld
Die Reihe edition unseld, die sich dem Dialog von Natur- und Geisteswissenschaften verschrieben hat, startete im Frühjahr 2008 mit acht Titeln und Autoren wie Wolf Singer, Josef H. Reichholf und Durs Grünbein. In der Reihe erschienen bis 2016 pro Halbjahr sechs Taschenbücher zum Preis von je zehn bis vierzehn Euro, mit höchstens 160 Seiten in bis 10.000 Exemplaren. Als Programmleiter fungiert Hans-Joachim Simm, der auch für die 2007 begonnene Folge Weltreligionen verantwortlich ist. Seit Mai 2008 erscheinen zudem unseld lectures an der Universität Tübingen.

### filmedition suhrkamp
Das erste Programm der filmedition suhrkamp erschien 2009. Kooperationspartner ist der Berliner Filmverlag absolut Medien, der Klassikereditionen, Literaturverfilmungen und Porträts von Künstlern und Denkern herausgibt. Die neue Reihe bietet Filme von, mit und über Samuel Beckett, Thomas Bernhard, Pierre Bourdieu, Thomas Brasch, Bertolt Brecht, Jacques Derrida, Marguerite Duras, Max Frisch, Peter Handke, Ödön von Horváth, Uwe Johnson, Alexander Kluge, Robert Walser, Peter Weiss und anderen. Neben klassischen Inszenierungen und Verfilmungen erscheinen auch Porträts und Interviews mit Philosophen und Wissenschaftlern. Umfangreiche booklets ergänzen die DVDs.

## Zitat
„Der Suhrkamp Verlag verlegt keine Bücher, sondern Autoren.“

## Bekannte Mitarbeiter
- Walter Boehlich, Literaturkritiker, war Cheflektor bei Suhrkamp von 1957 bis 1968.
- Günther Busch war von 1963 bis 1979 Lektor der edition suhrkamp.
- Christian Döring war von 1987 bis 1997 Lektor für deutschsprachige Gegenwartsliteratur.
- Raimund Fellinger war von 1979 bis 2020 (Chef-)Lektor bei Suhrkamp.

## Film
- Mythos Suhrkamp – Die Republik, ihre Debatten, ihr Verlag. Dokumentarfilm in 2 Teilen à 37:15 Min., Deutschland, 2019, Buch und Regie: Siegfried Ressel, Produktion: a+r film, 3sat, ZDF, Erstsendungen: 31. August und 7. September 2019 bei 3sat, Inhaltsangabe von ARD (Archivversion vom 11. April 2021).